# Carl J. Möller
Carl Johan Möller, född 28 januari 1893 i Öregrunds församling, död 1 december 1942 i Danderyds församling, var en svensk författare och affärsman.
Carl Möller var son till fyrmästaren Johan Kristian Möller. Han arbetade 1911–1914 vid byggnadsaktiebolaget Contractor, avlade 1915 byggnadsingenjörsexamen vid tekniska skolan och var därefter VD för metallfabriken Sigma 1917–1919. Han var som ung mycket tekniskt intresserad och blev sedan han uppfunnit en förbättring karbidlampan medlem av Svenska Uppfinnareföreningen. 1923 blev han VD för August Hoffmanns pianofabrik. Under 1920-talet gjorde sig Möller känd i bekantskapskretsen genom sina fantastiska historier som "storljugaren". 1932 övertalades han att ge ut sina berättelser i bokform, och de blev mycket uppskattade, redan under samma år utgavs de i fem upplagor. Det ledde till att Möller fick börja framträda i radio som berättare och lutsångare. Flera böcker utgavs, 1940 utkom en om Bondbönekungen Gustaf Rosendahl på Kullbergsön utanför Filipstad. Carl Möller hade redan 1933 blivit rikskansler i hans rike. 1932–1934 var han inskriven vid Stockholms Högskola och var 1936–1940 VD för Svenska skivförlaget, ett skivbolag som under några år försökte konkurrera med Sonora på den svenska skivmarknaden.